# Leo Rosenberg
Leo Rosenberg (Fraustadt, 7 de janeiro de 1879 - Munique, 18 de dezembro de 1963) foi um jurista alemão.

## Biografia
Filho de um dono de fábrica, completou seu estudos em Fraudstadt. Após estudar direito nas universidades de Freiburg e Munique, recebeu seu doutorado, em 1900 na Universidade Fredrich Wilhems da Silésia com uma tese sobre o ônus da prova. Foi quando fundou a chamada “Formula Rosenberg”, de acordo com a qual todos tem o ônus da prova da existência dos fatos favoráveis a eles mesmos. Após sua habilitação em 1906, na Universidade de Göttingen, foi o primeiro professor associado e reitor da Universidade Hessian Ludwigs Giessen, antes de tornar-se professor em 1932 na Universidade de Leipzig. Devido à sua origem judaica, foi aposentado compulsoriamente em 1934. Sobreviveu a perseguição do partido nazista em Stiefenhofen. Sua filha de 19 anos faleceu durante o trabalho forçado e duas de suas irmãs foram vítimas do holocausto. 
Após a guerra, tornou-se professor na Universidade Ludwig Maximilians em Munique, titular das cadeiras de processo civil e direito civil. Escreveu os livros de texto mais importantes do processo civil alemão (Rosenberg / Schwab / Gottwald, 17a edição de 2010) e sobre as leis de hipoteca (Gaul / Schilken / Becker-Eberhard, 12a edição de 2010).
Em 1954, foi nomeado membro da Academia de Ciências da Baviera. Também foi membro do Instituto Espagnol de Derecho Procesal, em Madrid. Foi co-fundador e diretor da Associação de Professores de Processo Civil e publicou ""Zeitschrift für Zivilprozesse (Jornal de Processo Civil)" e o  "Prozessrechtliche Abhandlungen (Os Papéis sobre Litígio)". Entre suas obras acadêmicas, se destacam "The Burden of Proof (O Ônus da Prova)" (1900) and "Curso de Direito Civil Alemão" (1927).

## Leitura Complementar
- Bruno Rimmelspacher: Rosenberg, Leo. In: Neue Deutsche Biographie (NDB). Band 22, Duncker & Humblot, Berlin 2005, ISBN 3-428-11203-2, S. 64 (Digitalisat).
- Karl-Heinz Schwab: Leo Rosenberg. In: Juristen im Portrait. Verlag und Autoren in 4 Jahrzehnten. Festschrift zum 225jährigen Jubiläum des Verlages C. H. Beck. München: Beck, 1988 ISBN 3-406-33196-3, S. 650–656

- Karl-Heinz Schwab: Leo Rosenberg. Der große Prozeßualist. In: Helmut Heinrichs, Harald Franzki, Klaus Schmalz, Michael Stolleis (Hrsg.): Deutsche Juristen jüdischer Herkunft. C.H. Beck, München 1993, ISBN 3-406-36960-X, S. 667–675.
- Gräfe, Ulrike: Leo Rosenberg: Leben und Wirken(1879-1963). Berlin: Duncker & Humblot, 2011. 402 S. ISBN 3-428-13271-8

## Ligações Externas
- Literatura de e sobre Leo Rosenberg (em alemão) no catálogo da Biblioteca Nacional da Alemanha
- Leo Rosenberg no Professorenkatalog der Universität LeipzigProfessor catálogo da Universidade de Leipzig